# Isobel Dalton
Isobel Dalton (Barnsley, Yorkshire del Sur, Inglaterra, 9 de septiembre de 1997) es una futbolista anglo-australiana. Juega como defensa o centrocampista y actualmente milita en el Perth Glory de la A-League Women  de Australia.

## Trayectoria
Nacida en Inglaterra de Ian, un entrenador de fútbol, y Jackie Dalton, a los ocho años de edad se mudó con su familia a Australia. En el país oceánico debutó con el primer equipo del Brisbane Roar en la temporada 2014-15 de la W-League. Finalizada la temporada, decidió volver a su país natal fichando por el Bristol City de la FA Women's Super League; durante el torneo, Dalton no encontró espacio y sólo jugó en una ocasión.
Después de graduarse en el Unity College de Caloundra, en Queensland, en 2016 se mudó a los Estados Unidos entrando a la Universidad de Colorado en Boulder, donde jugó con el equipo universitario, Colorado Buffaloes, en la Division I de la National Collegiate Athletic Association (NCAA).
En verano de 2019 volvió a Inglaterra firmando con el Nottingham Forest, con el que totalizó 11 presencias, para luego volver al Brisbane Roar. En julio del año siguiente fichó por el Napoli Femminile de la Serie A italiana; sin embargo, en noviembre volvió a su país para vestir otra vez la camiseta del Brisbane, con el que llegó a las semifinales de la W-League perdiendo ante el Melbourne Victory.
En julio de 2021 fichó por el Lewes Women de la FA Women's Championship inglesa. Después de dos temporadas en Inglaterra, en junio de 2023 volvió a Australia para vestir la camiseta del Perth Glory.

## Selección nacional
Ha sido internacional con las categorías inferiores de la selección australiana (Sub-15 y Sub-16).

## Clubes
| Club              | País       | Año         |
| ----------------- | ---------- | ----------- |
| Brisbane Roar     | Australia  | 2014 - 2015 |
| Bristol City      | Inglaterra | 2015        |
| Nottingham Forest | Inglaterra | 2019        |
| Brisbane Roar     | Australia  | 2019 - 2020 |
| Napoli Femminile  | Italia     | 2020        |
| Brisbane Roar     | Australia  | 2020 - 2021 |
| Lewes Women       | Inglaterra | 2021 - 2023 |
| Perth Glory       | Australia  | 2023 - Act. |